# TV Klan
TV Klan ist ein privater Fernsehsender in Albanien mit Sitz in der Hauptstadt Tirana. Der Sendebetrieb wurde am 25. Oktober 1997 aufgenommen.
TV Klan entwickelte sich vor allem durch seine politische Show Opinion und die Unterhaltungssendungen Këngët e Shekullit, Kënga Magjike, Kutia, Histori me zhurmues, Maratona e Këngës popullore e qytetare, Kush do të bëhet milioner? (Co-Produktion mit RTK und ALSAT-M), Njerëz të humbur, E diela shqiptare und Porta e fatit zu einem sehr beliebten TV-Sender im albanischen Publikum.
2007 übernahm TV Klan das Gebäude des ehemaligen Kinostudios Shqipëria e Re und baute dort vier zusätzliche Aufnahmestudios für die Sendungen Njerëz të humbur, E diela shqiptare, Histori me zhurmues und Opinion. Seit 2010 strahlt der Sender als einziger Albaniens seine Sendungen auch im SNG-Format aus. Ab dem 4. März 2012 strahlt der Sender sein Programm in High Definition und im Format 16:9 aus.

## Programm

### Eigenproduktionen
- Opinion, Politmagazin seit 1998
- Titanik, Sitcom seit Dezember 1999
- Gëzuar nga Shkodra, seit Dezember 1999
- Edhe Unë Dua Të Qesh, Sitcom seit Dezember 2000
- Kutia, Spielshow seit September 2007
- Aldo Morning Show, Morningshow seit September 2007
- Këngët e Shekullit, Musikshow seit Oktober 2008
- E Diela Shqiptare, Sonntagssendung seit September 2008
- Njerëz të humbur, Doku-Soap seit September 2008

### Fremdproduktionen
- Heronjtë
- Dr. Hauz
- Anatomia e Grejit
- Lipstick Jungle
- CSI: NY
- Jeta sipas Xhimit
- Californication
- Princi i Belair

## Tendenziöse Berichterstattung
TV Klan wird nahegelegt, der Demokratischen Partei (PD) um die Politiker Sali Berisha und Lulzim Basha nahe zu sein. So erhielt TV Klan laut einem Bericht von Balkan Insight von den Strukturen der PD 427.000 Euro in den Jahren 2008 und 2010.

## Unternehmensbeteiligungen
Eine Zweigstelle des Senders mit dem Namen Klan Kosova befindet sich in Priština, Kosovo.
Weitere Medien, die zur Firmengruppe von TV Klan gehören, sind die Zeitung Koha Jonë, der Nachrichtensender Albanian Broadcasting Corporation News (ABC News), der Radiosender Radio Klan und das Magazin Elegance.